# San Francisco de Cuapa
San Francisco de Cuapa är en kommun (municipio) i Nicaragua med 7 941 invånare. Den ligger i den bergiga centrala delen av landet i departementet Chontales. San Francisco de Cuapa är en jordbruksbygd med omfattande på boskapsskötsel.

## Geografi
Kommunens högsta berg är det 958 meter höga Cerro Matayagual. Ett speciellt landmärke i kommunen är Piedra de Cuapa, en stenformation som reser sig 150 meter över marken.
San Francisco de Cuapa gränsar till kommunerna Camoapa i norr, Comalapa i väster, Juigalpa i söder och La Libertad i öster. Kommunen är indelad i 20 comarcor: Cuapa, Llano Grande, Chavarría, El Pintor, El Zancudo, San Luis, El Silencio, La Abundancia, El Venado, Monte Cristo, El Cedral, Cuapita, El Cangrejal, El Tule, Santa Juana, Matayagual, La Montañuela, El Despoblado, El Carmen och El Tamarindo. Den befolkningsmässigt största av dessa är centralorten Cuapa, följt av Llano Grande, Chavarría, Matayagual och El Pintor.
:

## Historia
Kommunen grundades 1997.

## Religion
Av kommunens invånare är 99 procent katoliker. San Francisco de Cuapas främsta helgdag är den 24 juni, till minne av Johannes döparen. Denna dag firas med processioner, hästparader, tjurfäktningar, danser och giganternas marsch. En annan viktig religiös dag är den 8 maj, då troende vallfärdar från hela Nicaragua för att besöka Santuario de Nuestra Señora de Cuapa, en plats där jungfru Maria uppenbarade sig 1980.